# Bulwary wiślane w Warszawie

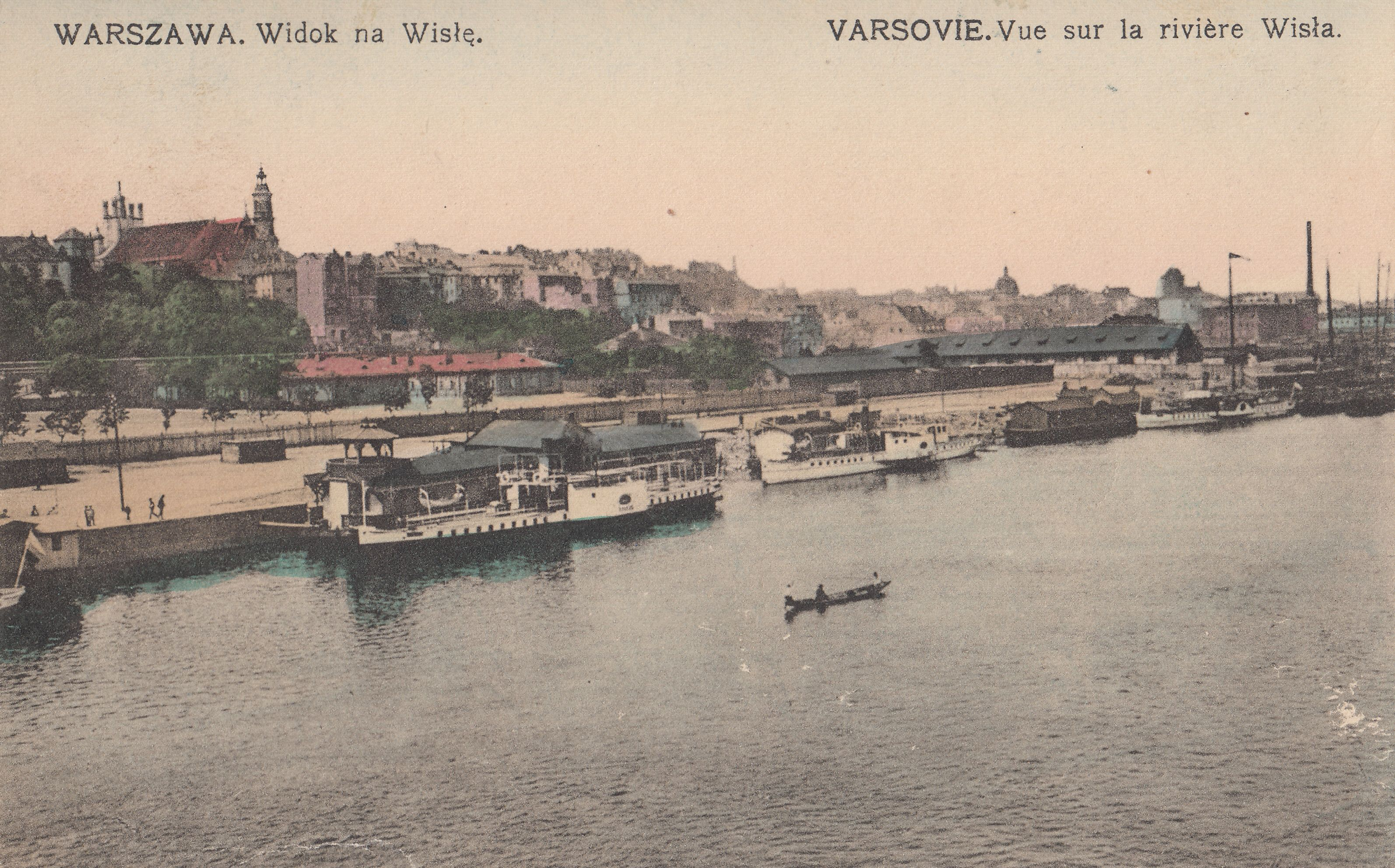
Nabrzeże Wisły między mostem Kierbedzia a mostami pod Cytadelą przed 1912

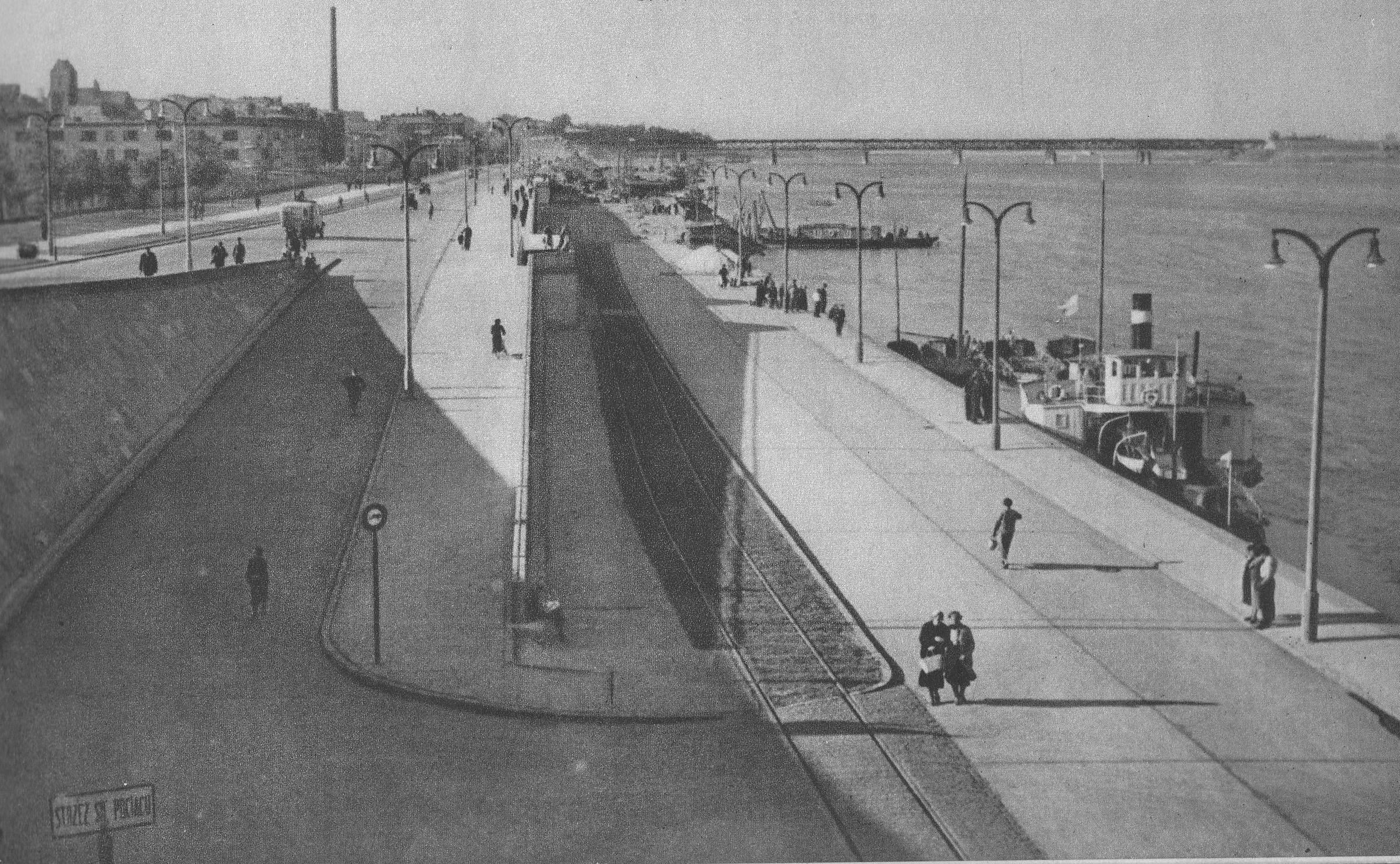
Bulwary przed II wojną światową, widoczna biegnąca wzdłuż brzegu Wisły bocznica kolejowa z Warszawy Gdańskiej do Elektrowni Warszawskiej

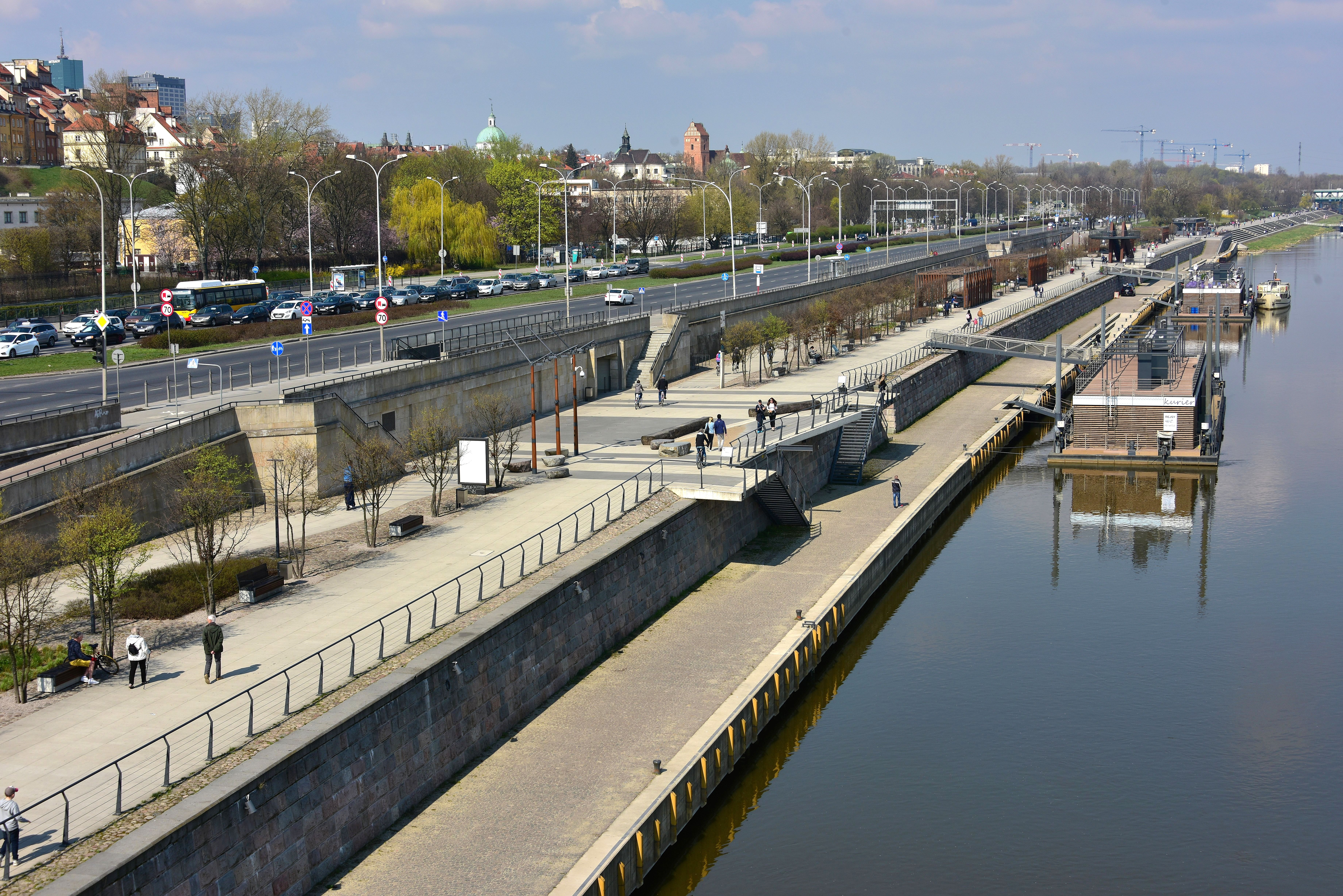
Bulwary między mostem Śląsko-Dąbrowskim a mostem Gdańskim

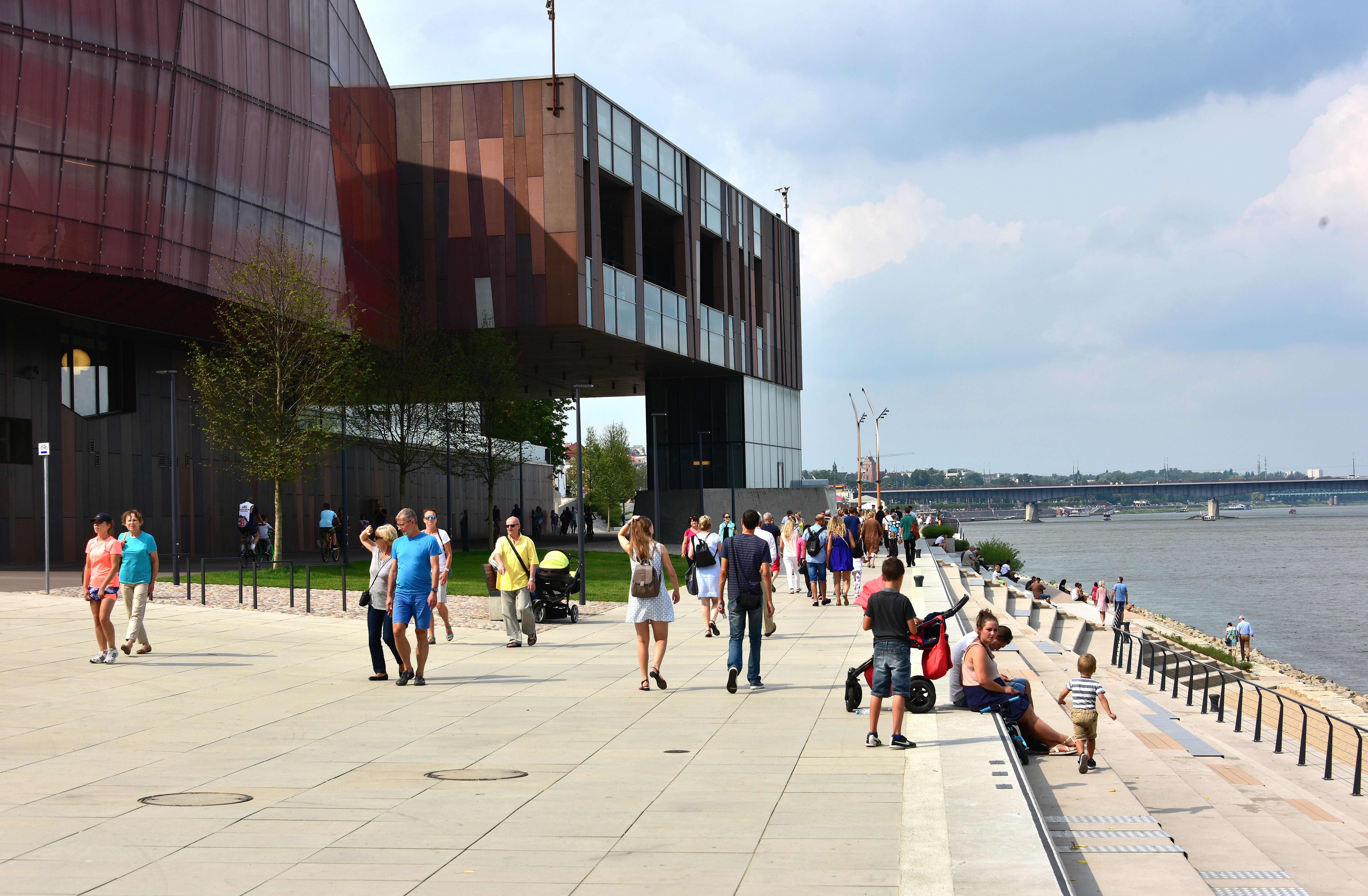
Bulwary na wysokości Centrum Nauki Kopernik

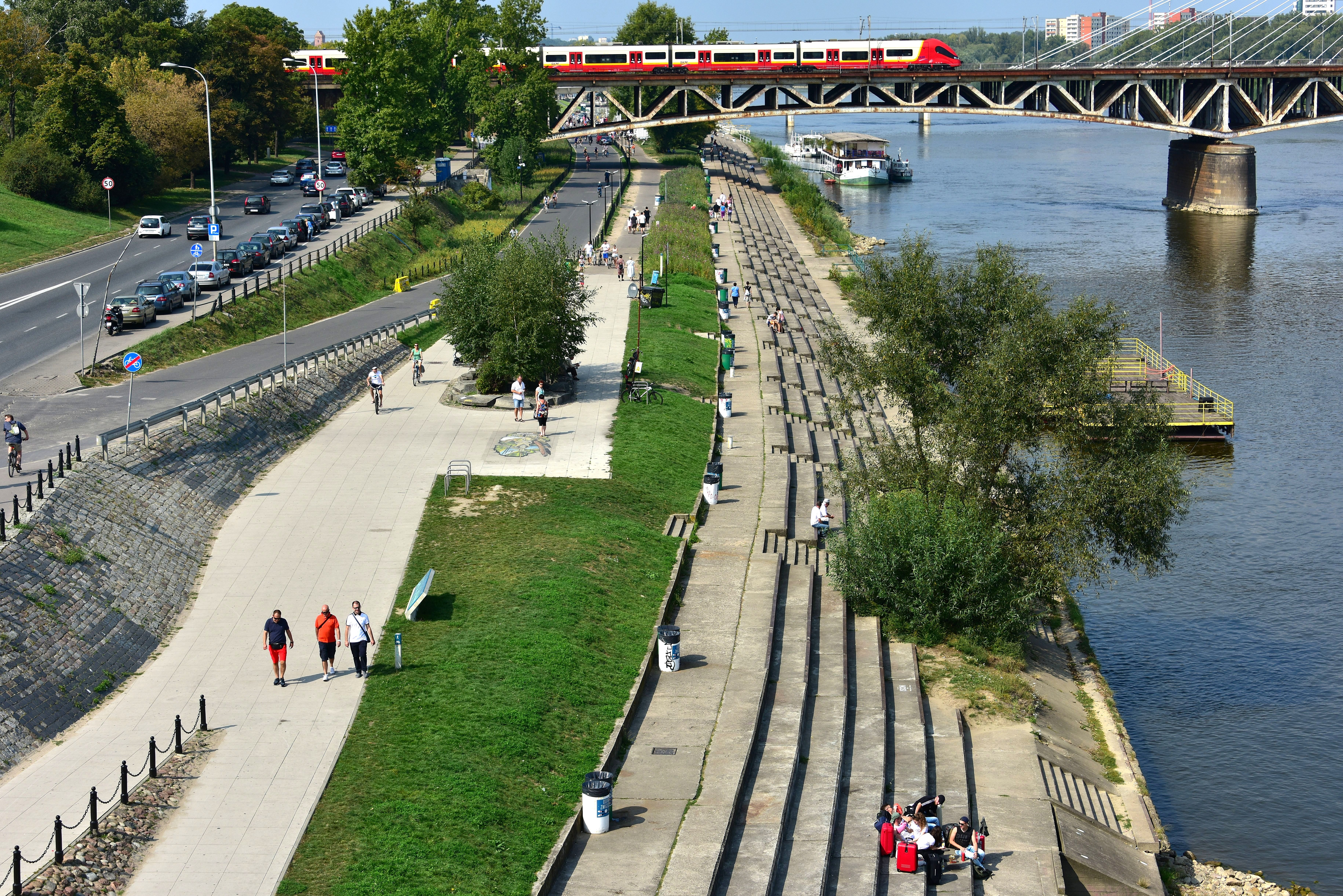
Bulwary między mostem średnicowym a mostem Poniatowskiego

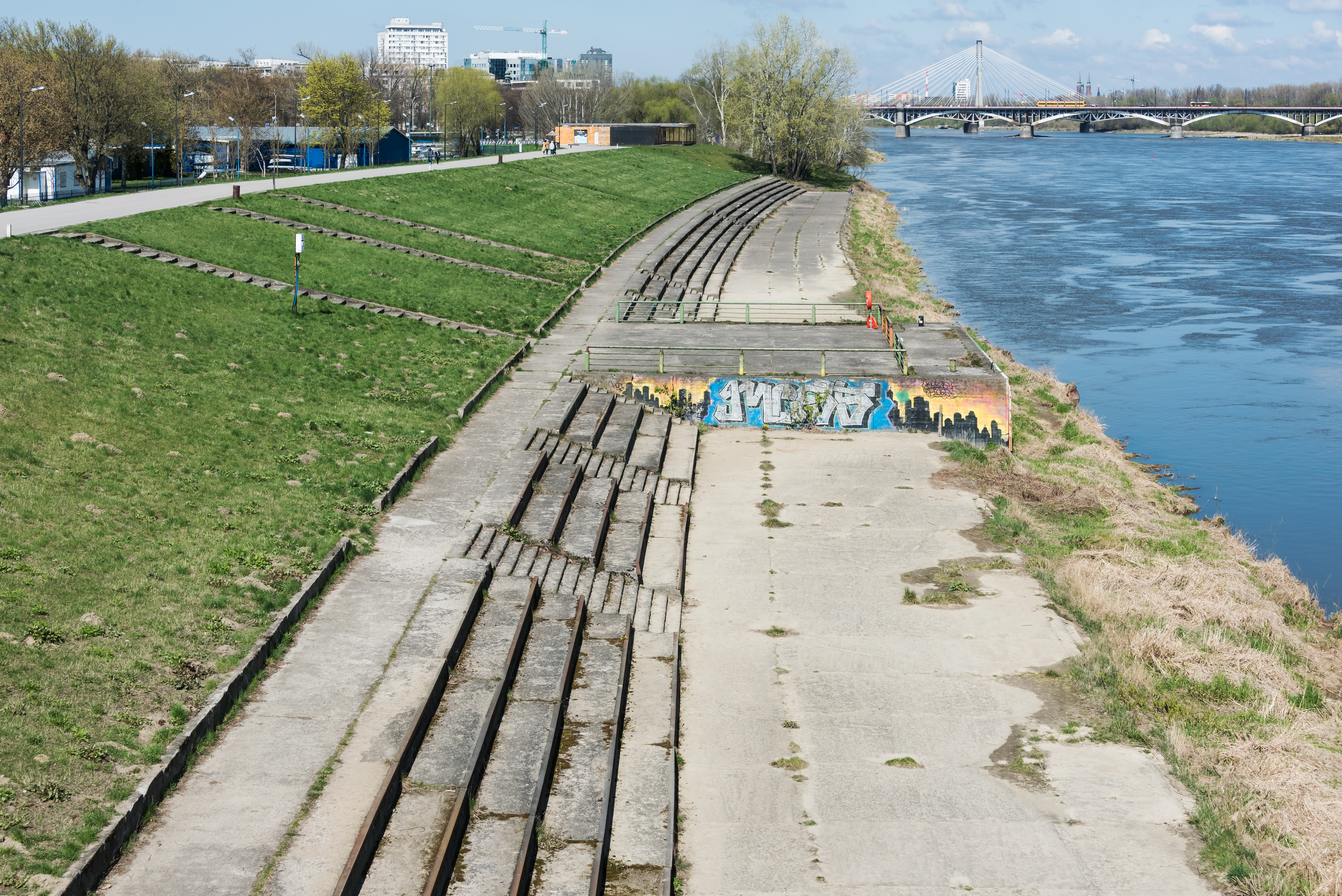
Bulwar Flotylli Pińskiej

Bulwary wiślane w Warszawie – bulwary znajdujące się na lewym brzegu Wisły w Warszawie. 

## Nazewnictwo
Poszczególne odcinki bulwarów mają różnych patronów:
- od 2006 roku odcinek między Cyplem Czerniakowskim a  mostem Poniatowskiego nosi nazwę Flotylli Wiślanej[1];
- od 2010 roku odcinek między mostem Poniatowskiego a mostem Śląsko-Dąbrowskim nosił imię Bohdana Grzymały-Siedleckiego[2]. W 2017 roku jego fragment od mostu Świętokrzyskiego do mostu Śląsko-Dąbrowskiego przemianowano na gen. George'a Smitha Pattona[3];
- od 2012 roku odcinek między mostami: Śląsko-Dąbrowskim i Gdańskim nosi imię Jana Karskiego[4] (uhonorowany także tablicą)[5];
- od 2017 roku odcinek między mostem Gdańskim i terenem klubu Spójnia nosi imię Zbigniewa Religi[6].
- od 2018 roku odcinek między bulwarem Flotylli Wiślanej a południową granicą działki ewidencyjnej nr 5/2 nosi nazwę Flotylli Pińskiej[7].

## Historia
Z powodu niemal corocznie powtarzających się wylewów Wisły w Warszawie, władze Królestwa Polskiego postanowiły umocnić zachodni brzeg rzeki od koszar gwardyjskich (rejon późniejszej Cytadeli) do Solca. Prace nad tzw. bulwarkiem w południowej części tego odcinka rozpoczęto w 1825. Umacniano linię brzegu i wyrównywano ją do linii prostej stosując bale wbijane w dno Wisły za pomocą kafarów. Budowę przerwał wybuch powstania listopadowego, a zgromadzone materiały Rosjanie przeznaczyli na budowę Cytadeli. Kamienny bulwarek został wykonany w połowie planowanej długości, tj. od posesji nr 2951 do wylotu ul. Leszczyńskiej.
W odróżnieniu od innych dużych miast europejskich, przeciętych dużymi spławnymi rzekami, takimi jak m.in. Berlin, Budapeszt, Petersburg czy Wiedeń, do końca XIX wieku nabrzeża Wisły w Warszawie nie zostały jednak wykorzystane do stworzenia systemu bulwarów i promenad. Dopiero w latach 1899–1910 przebudowano część nabrzeża i urządzono bulwary na odcinku, któremu w 1917 nadano nazwę Wybrzeże Kościuszkowskie. Na górnym poziomie wybudowano jezdnie ze skwerem. Dolny poziom wyłożono brukiem, przygotowano miejsca do cumowania statków i łodzi. Ustawiono też ławki dla spacerowiczów.
Po odzyskaniu niepodległości zaplanowano kolejne prace. W 1930 Ministerstwo Robót Publicznych ogłosiło przetarg na wykonawcę robót na odcinku od Zamku Królewskiego do Bielan (w pierwszej kolejności do Żoliborza). Nowe bulwary, szerokości 16–20 m, miały stanowić dogodne połączenie między Śródmieściem a dzielnicami nowo przyłączonymi do miasta. Do 1937 przebudowano część od mostu średnicowego do Mariensztatu – na górnym poziomie urządzono asfaltową jezdnię dla samochodów, na dolnym – promenadę dla pieszych oraz miejsca do cumowania statków. Promenada została zniszczona podczas II wojny światowej. 
Pierwszy odcinek wielkomiejskiego bulwaru o długości ok. 500 metrów od mostu Kierbedzia w kierunku północnym powstał w latach 1935–1938. Miał kształt dwóch tarasów. Jego budowa została upamiętniona zachowaną tablicą na której umieszczono informację, że cały bulwar do mostu pod Cytadelą o długości 1600 metrów będzie gotowy w 194... (bez ostatniej cyfry). W celu podniesienia estetyki bulwarów w 1939 u wylotu ul. Tamka ustawiono pomnik Syreny.
Dalsze prace prowadzono od 1970. Do końca 1976 na odcinku między Cyplem Czerniakowskim a Cytadelą zbudowano ok. 2700 metrów  bulwarów (wliczając w to odcinek przedwojenny) według projektu Zofii Dziewulskiej. Miały one kształt kilku betonowych stopni, prostopadłych lub skośnych. Betonowe bulwary nie cieszyły się jednak dużym zainteresowaniem mieszkańców ze względu na bliskość głośnej ulicy i fakt, że utrudniła ona dostęp do Wisły. Dostęp do rzeki ponownie poprawił się po wybudowaniu w 2001–2003 tunelu w rejonie Powiśla i mostu Świętokrzyskiego.

## Przebudowa

### Między mostem Gdańskim a mostem Śląsko-Dąbrowskim
W 2013 rozpoczęła się przebudowa bulwarów na Podzamczu. Wycieczka po placu budowy była jedną z atrakcji w ramach Europejskich Dni Dziedzictwa w 2014 roku.
Ich otwarcie po remoncie planowano pierwotnie na lipiec, a potem na jesień 2014. Kolejny podawany termin otwarcia odcinka na Podzamczu to kwiecień 2015, a odcinka do Centrum Nauki Kopernik - połowa 2015. Wówczas ogłoszony ma być konkurs architektoniczny na przebudowę kolejnego fragmentu – od mostu Świętokrzyskiego do Portu Czerniakowskiego.
W lutym 2015 w mediach pojawiła się informacja o rozwiązaniu umowy z wykonawcą. W kwietniu wiceprezydent Warszawy Michał Olszewski podał kolejne przewidywane terminy otwarcia – lato 2015 dla odcinka od ul. Boleść do Mostu Śląsko-Dąbrowskiego i 2016 dla odcinka od mostu Śląsko-Dąbrowskiego do Centrum Nauki Kopernik.
Pierwszy odcinek bulwarów otwarto 2 sierpnia 2015.

### Między mostem Śląsko-Dąbrowskim a mostem Świętokrzyskim
Przebudowa między mostami Śląsko-Dąbrowskim i Świętokrzyskim stale podlegała opóźnieniom. W marcu 2016 ogłoszono, że odcinek od mostu Śląsko-Dąbrowskiego do Centrum Nauki Kopernik będzie gotowy latem 2017 roku. Jego budowa rozpoczęła się w kwietniu 2016. 14 czerwca 2017 otwarto fragment bulwarów między Mostem Świętokrzyskim a ulicą Karową. Jednocześnie otwarcie odcinka między mostem Śląsko-Dąbrowskim a Karową zapowiedziano na sierpień 2017. Do użytku oddano go 9 sierpnia 2017.
Na tym odcinku bulwarów, na wysokości Mariensztatu, zainstalowano elektroniczny wyświetlacz pokazujący stan wody na przeniesionym z Portu Praskiego na lewy brzeg wodowskazu (jest to nowy punkt pomiarowy „Warszawa-Bulwary“). Do zachowanych elementów sprzed przebudowy zalicza się fragmenty betonowych stopni nabrzeża z zachowanymi napisami antykomunistycznymi z okresu PRL.

### Między mostem Świętokrzyskim a Cyplem Czerniakowskim
W grudniu 2016 rozpisano konkurs na projekt kolejnego odcinka bulwarów – między mostem Świętokrzyskim a Cyplem Czerniakowskim. W czerwcu 2017 zapowiedziano, że 200-metrowy odcinek na wysokości Syreny będzie gotowy w roku 2018. Prace nad nim rozpoczęły się we wrześniu 2017 - jednocześnie zmieniono datę ich zakończenia na styczeń 2019 (w styczniu 2019 przesunięto ją na wiosnę 2019, a ostatecznie most otwarto w marcu 2019). Także we wrześniu 2017 poinformowano opinię publiczną o rozstrzygnięciu konkursu na projekt pozostałej części. Projekt zakłada m.in. budowę altany, parku linearnego, kaskadowych tarasów oraz pięciu nowych budynków.

## Inne informacje
W marcu 2018 Rada m.st. Warszawy przyjęła uchwałę wprowadzającą odstępstwo od zakazu spożywania napojów alkoholowych w miejscu publicznym i umożliwiającą spożywanie alkoholu na całej długości bulwarów (od bulwaru Flotylli Wiślanej do końca bulwaru Zbigniewa Religi) na szerokości od linii brzegu Wisły do wschodniej granicy drogi rowerowej lub chodnika. W marcu 2020, w związku z pandemią COVID-19, wprowadzono jednak czasowy zakaz spożywania alkoholu na bulwarach do 30 czerwca 2020, który w maju 2020 przedłużono do dnia odwołania na obszarze Rzeczypospolitej Polskiej stanu epidemii. W lutym 2022 roku Wojewódzki Sąd Administracyjny w Warszawie na wniosek zarządcy graniczącego z bulwarami budynku The Tides i Warszawskiego Towarzystwa Wioślarskiego uchylił uchwałę Rada m.st. Warszawy z 2018 roku wprowadzającą odstępstwo od zakazu spożywania napojów alkoholowych wskazując na brak informacji, aby organ gminy przeprowadził analizę jej wpływu na kształtowanie polityki społecznej gminy w zakresie przeciwdziałania alkoholizmowi. W kwietniu 2022 roku miasto, przeciwne zakazowi spożywania alkoholu na bulwarach, wniosło skargę kasacyjną do Naczelnego Sądu Administracyjnego (NSA). W styczniu 2023 roku NSA uznał skargę kasacyjną miasta i dopuścił spożywanie alkoholu na bulwarach.
W 2021, podczas odbywającego się w Warszawie 6. Europejskiego Kongresu Międzynarodowego Stowarzyszenia Inżynierii i Badań Wodno-Środowiskowych (International Association for Hydro-Environment Engineering and Research, IAHR), bulwary otrzymały nagrodę „Industry Innovation Award” jako wyróżniający się przykład nowoczesnego nabrzeża łączącego odpowiedź na potrzeby mieszkańców z aspektem ochrony przyrody.